# Троицкое (Воскресенский район)
Троицкое — деревня в составе Староустинского сельсовета в Воскресенском районе Нижегородской области.

## География
Находится в левобережье Ветлуги на берегу одной из ее стариц на расстоянии примерно 7 километров по прямой на север-северо-запад от районного центра поселка  Воскресенское.

## История
Деревня (ранее село) основана была в XVII веке. На рубеже XVII-XVIII веков в поселении действовал Черноозерский Бабьегорский мужской монастырь. В 1713 году в селе была построена Троицкая церковь, а в 1870 еще и Зосимо-Савватиевская церковь. Село входило в Макарьевский уезд Нижегородской губернии. В 1859 году имело казенный характер, в тот год в селе было 46 дворов и 266 жителей. В 1911 количество дворов в селе достигло 63, а к 1925 году население составило 661 человек. В советское время работали колхозы им. XVII партсъезда, «Красный раскат», ныне работает племзавод «Серая лошадь». Племзавод занимается также сельским туризмом, предлагая гостевые дома и прогулки на лошадях.

## Население
Постоянное население составляло 82 человека (русские 99%) в 2002 году, 45 в 2010 году .

## Достопримечательности
Холодная Троицкая церковь – объект культурного наследия федерального значения. По местному преданию в Троицком жил и умер в середине XIX века старец Фёдор Кузьмич, который якобы был на самом деле скрывшимся в 1825 году Александром I. Зимняя церковь Зосимы и Савватия – объект культурного наследия регионального значения, отремонтирована в 1993 году.